# Regno dell'Essex
Il Regno dell'Essex o Regno dei Sassoni orientali, era uno dei sette regni della cosiddetta eptarchia anglosassone. Fu fondato da Echwin nel 527 d.C. La sua storia non è ben documentata. Per la maggior parte della sua esistenza il regno dell'Essex fu asservito a signori del Kent, dell'Anglia o della Mercia. L'ultimo sovrano, Sigered, cedette il regno nell'825 a Egbert del Wessex. Il regno era circondato a nord dal fiume Stour e dal regno dell'Anglia orientale, a sud dal Tamigi e dal Kent, a est dal Mare del Nord e a ovest dalla Mercia. Il territorio includeva parte dell'odierna contea dell'Essex e ciò che restava delle capitali provinciali romane di Colchester e Londra. All'inizio includeva il Middlesex, la maggior parte dell'Hertfordshire se non tutto e per un periodo forse anche il Surrey. Per un breve periodo nel corso dell'VIII secolo controllò anche il Kent.
A partire dalla metà dell'VIII secolo gran parte del regno, compresa Londra, cadde in mano alla Mercia. Dopo la sconfitta del re merciano Beornwulf, attorno all'825, il regno passò al Wessex di re Egberto. Nell'878 il territorio fu ceduto da Alfredo il Grande del Wessex, con il Trattato di Wedmore, al regno vichingo, Danelaw, dell'Anglia orientale. Fu poi riconquistato da Edoardo del Wessex.
L'odierna contea inglese mantiene i suoi confini storici a nord e a sud, ma copre solo i territori a est del fiume Lee. Molti eventi e sovrani di questo regno, specie delle epoche più lontane, restano ipotetici o sconosciuti (così come per altri regni dell'eptarchia). La dinastia dell'Essex diceva di discendere dal dio Seaxnēat, invece che da Woden, come sostenevano le altre tribù sassoni.